# Proteïna Tamm Horsfall

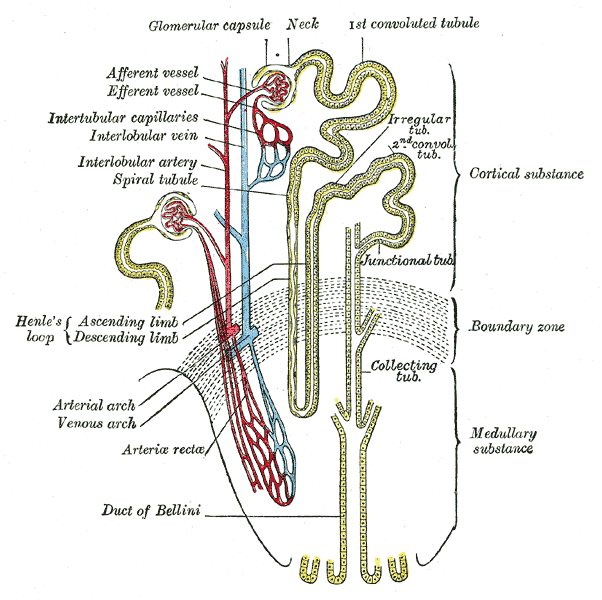
Esquema del túbul renal i del seu subministrament vascular. (La nansa de Henle s'aprecia en el centre a l'esquerra).

La proteïna Tamm Horsfall (TPH o uromodulina) és la proteïna més abundant en l'orina normal, una glicoproteïna que en l'ésser humà està codificada pel gen UMODE. La seva excreció en l'orina depèn del trencament (proteòlisi) dels ectodominis de l'ancoratge glicosil-fosfatidil-inositol, que es troba a la superfície luminal de les cèl·lules de l'ansa de Henle i al túbul C distal. La uromodulina pot actuar com a inhibidor de la cristal·lització constitutiva del calci en els líquids renals. La uromodulina a l'excreció de l'orina pot proporcionar una defensa contra les infeccions del tracte urinari causades per bacteris patògens.

## Genòmica

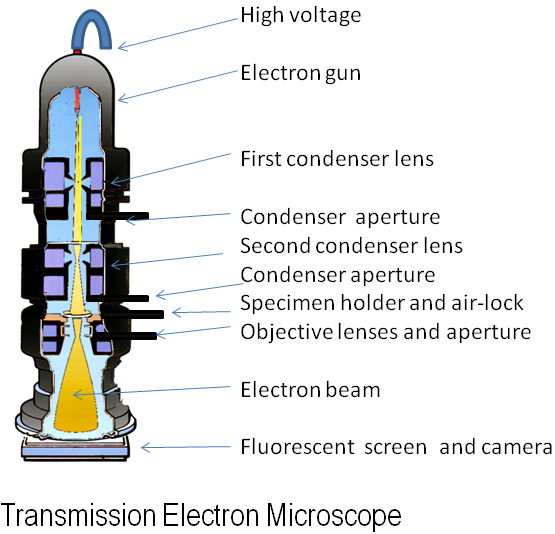
Diagrama d'un microscopi electrònic de transmissió

Els defectes en aquest gen estan associats a trastorns autosòmics dominants a nivell renal, com ara la malaltia renal quística medul·lar-2 (MCKD2) i la nefropatia hiperuricèmica juvenil familiar (FJHN). Aquests trastorns es caracteritzen per l'aparició d'hiperuricèmia, gota i insuficiència renal progressiva.
La mutació en el gen UMODE determina l'acumulació de la uromodulina mutada formant masses globulars dins del citoplasma de les cèl·lules epitelials de la branca gruixuda ascendent de la nansa de Henle i del túbul C distal.
Aquests dipòsits d'uromodulina expliquen que l'excreció urinària de la proteïna mutada s'hagi trobat disminuïda en els pacients amb nefropatia familiar associada a una mutació en el gen UMODE. Aquesta mutació al no ocasiona una disminució en la síntesi de la proteïna sinó que afecta el transport intracel·lular de la mateixa fins a la membrana plasmàtica. La troballa de dipòsits de la proteïna mutada en el reticle endoplasmàtic recolza aquesta hipòtesi. Els cúmuls intracitoplasmàtics de la proteïna, quan s'analitzen mitjançant microscòpia electrònica, apareixen com a material fibril·lar al reticle endoplasmàtic distribuït en zones poc extenses al voltant dels mitocondris. També s'han descrit dipòsits intersticials d'uromodulina. El dipòsit de la proteïna en les cèl·lules tubulars ocasiona la seva apoptosi i l'alliberació dels dipòsits d'uromodulina a l'interstici renal. La uromodulina pot tenir un potencial inflamatori i pot desencadenar una resposta inflamatòria i nefritis a nivell intersticial.
D'altra banda, s'ha hipotetitzat que la uromodulina podria ser responsable de la impermeabilitat l'aigua característica de la branca gruixuda ascendent de la nansa de Henle, per la seva capacitat de formar una estructura reversible de tipus gel. La uromodulina mutada no podria formar aquesta barrera perquè no arriba a la membrana plasmàtica, el que donaria lloc a una incapacitat per concentrar l'orina.
Tot i que poden existir diverses variants de transcripció d'aquest gen, només dues han estat descrites completament fins ara. Aquestes dues representen les principals variants d'aquest gen i codifiquen la mateixa isoforma.

## Estructura

N-glicosilació de proteïnes vinculades (N-glicosilació de la N-glicanos) en els residus Asn (Asn-x-Ser/Thr) en les glucoproteïnes.

La proteïna de Tamm-Horsfall és una glicoproteïna àcida ancorada al GPI. No deriva de plasma sanguini, però és produïda per la branca ascendent gruixuda de la nansa de Henle del ronyó dels mamífers. Presenta una subunitat monomèrica amb un pes molecular d'uns 68-78 kD, però tendeix a formar macroagregats de diversos milions de D (Grases, Costa-Bauzá, Llobera, 1995). Tot i que el seu monòmer té un pes molecular tan baix, és fisiològicament present a l'orina en estat molt agregat. Quan aquesta proteïna es concentra a pH baix, es forma un gel. La proteïna de Tamm-Horsfall és la proteïna més abundant en l'orina dels mamífers i constitueix la matriu de cilindres urinaris derivats de la secreció de les cèl·lules tubulars renals.

## Història
La glicoproteïna va ser purificada per Tamm i Horsfall a partir de l'orina d'individus sans (Tamms I & Horsfall FL, 1950). Més tard va ser detectada a l'orina de tots els mamífers estudiats.

## Funció
La uropontina, la nefrocalcina i la uromodulina són les 3 glicoproteïnes urinàries conegudes que intervenen en la formació les pedres del ronyó (càlculs) contenidors de calci.
La funció de THP encara no està ben entesa. Estudis realitzats en ratolins deficients en THP van revelar que la THP pot estar involucrada en la fisiologia reguladora, i de fet participa en la funció de transport. Altres estudis suggereixen que la THP té un paper en la unió i la retenció de bacteris. Així hi ha estudis que demostren que l'E. coli que expressa pili MS (manosa-sensibles) o fímbries pot quedar atrapat per la proteïna de Tamm-Horsfall a través de les seves cadenes laterals amb manoses. La proteïna de Tamm-Horsfall forma part de la matriu en els càlculs renals, però el seu paper en la formació de càlculs renals continua en discussió i controvèrsia. Els anticossos contra la proteïna de Tamm-Horsfall s'han vist en diverses formes de nefritis (per exemple, a la nefropatia dels Balcans), però, no acaba de quedar clar si hi ha alguna importància fisiopatogènica en aquestes troballes.

## Importància clínica de l'estudi de molècules anormals en orina
En condicions normals, les proteïnes es troben a l'orina en quantitats molt petites, sempre en funció del volum eliminat.
Les proteïnes que trobem a l'orina són bàsicament:
- Albúmina
- Globulines
- Proteïna de Tamm-Horsfall (proteïna viscosa que no es troba al plasma)
- Altres proteïnes: Transferrina i Ig A, ambdues procedents de secrecions urinàries

La detecció d'anticossos anti-THP, que presenta un bon nivell d'especificitat en pacients majors d'un any d'edat, és indicatiu d'infecció renal. Tot i així, la laboriositat i complexitat de la prova la fa molt poc accessible a la pràctica pediàtrica.